# Оливера Катарина
Оливера Петровић, познатија као Оливера Катарина (Београд, 5. март 1940), српска је глумица и певачица. Једна је од највећих дива шездесетих и седамдесетих година 20. века. Два пута се удавала, а уметничко име Оливера Катарина је изабрала по мајци.

## Биографија
Оливера Петровић рођена је 5. марта 1940. године од оца Будимира Петровића и мајке Катарине Петровић у Београду. Током каријера била је позната као Оливера Вучо и Оливера Шакић. Детињство је провела у Поп Лукиној улици близу моста на Сави (данашњи Бранков Мост). Још као мала показивала је склоности ка уметности те је поред основне школе похађала и школу балета. По завршетку основне школе уписује Пету београдску гимназију, а након гимназије Правни Факултет по наговору оца али је убрзо схватила да то није њен позив и напушта факултет. Одлучује да оде у Париз, тамо је остала годину дана а по повратку у Београд уписује позоришну академију. Примљена је у класу професорке Огњенке Милићевић заједно са Петром Краљем, Станиславом Пешић, Миленом Дравић, Бранком Зорић... 1962. године добија стални ангажман у Народном позоришту у представи „Коштана“. где упознаје свог првог мужа, тадашњег критичара Вука Вуча. Како брак није функционисао Оливера после две године одлучује да напусти Вука. Снимивши филм Војник 1966. године Оливера одлази на Кански фестивал. Позориште то није трпело, па по повратку у Београд добија отказ. Познанство и љубав са Ратком Дражевићем јој отвара многа врата у свету филма. После седам година проведених са њим услед неслагања Оливера га напушта и удаје се за тадашњег председника Савеза Синдиката Србије Миладина Шакића. Из брака са Миладином добија сина Манета Шакића, данашњи сликар.
Тренутно је пета најстарија активна глумица у Србији.

## Музичка и филмска каријера
Оливера добија пуно позива из иностранства и у то време је доста путовала по Свету. О њеном гласу и лепоти се писало свугде где је наступала а радио телевизија Италије - РАИ ју је прогласила најлепшим гласом Медитерана. Упоређивана је са највећим светским звездама тог доба а чланак у Њујорк Тајмсу је гласио Рођена је нова Ана Мањани док су у француској говорили да нема на чему да завиди Брижит Бардо. Чувени композитор Шарл Димон који је писао чувене шансоне за Едит Пијаф понудио је Оливери да сними његове композиције, уз његову пратњу на клавиру отпевала је песму коју јој је посветио, носила је назив Један дан после краја света.
Kao интерпретатор изворних народних песама и циганских романси одржала је више од стотину концерата широм света, снимила је сингл и LP плоче са српском, циганском, грчком, индонежанском и црначком музиком. Певала је композиције Енија Мориконеа, Шарла Димона, Дома Сузукија, Микиса Теодоракиса, Корнелија Ковача.... Посебно остварење у области забавне музике остварила је песмом Шу шу где се са забавном музиком преплићу етно мотиви. изузетно значајним сматра се и њен сингл албум Четири баладе са композицијама Вокија Костића. Албум је садржао четири песме познатих песника које су певале о различитим темама а то су: Балада о Вијетнаму (Вест са Југа), Балада о Жени, Балада о Ружама и Мачија Балада. Велику популарност је остварила и у Јапану где је на јапанском за потребе Међународног фестивала у Токију отпевала две песме композитора Дома Сузукија.
У чувеној француској „Олимпији“ одржала је 72 узастопна концерта којима су присуствовале све водеће француске звезде филма и музике тога времена.
Дебитовала је на филму Добра коб из 1964. године. Играла је у десетак домаћих и двадесетак иностраних филмова. За филм Гоја награђена је на филмским фестивалима у Москви и Венецији, а њена најпознатија улога је у филму Скупљачи перја (1967) Александра Саше Петровића, који је награђен на филмском фестивалу у Кану. Овај фестивал је затворила концертом где су поред ње певале и Нана Мускури и Дајан Ворвик.
Глумила је у филмовима Пурише Ђорђевића, Миће Поповића, Соје Јовановић, Ђорђа Кадијевића... Код иностраних режисера играла је у филмовима Ђанфранка Паролинија, Алберта Латуаде, Мајкла Армстронга, Конрада Вулфа...
Оливера Катарина је остала запамћена и као „једина жена пред којом је клечао Салвадор Дали“ након њеног концерта у Паризу, будући да је био одушевљен њеном лепотом и гласом.
1984. године снима свој последњи ЛП пре одласка у потпуну изолацију и мрак. После више од две деценије, 2005. године сарађује са Марином Абрамовић на перформансу Балкан Епик. Пар година после тј. 2008. године је заиграла и на великом платну у филму Уроша Стојановића - Чарлстон За Огњенку. Исте године одржава велики солистички концерт у Сава центру.
2017. године у синхронизацији филма Коко позајмљује глас лику Бака Коко.
Незаборавни су њени снимци изворних народних песама: „Алај ми је вечерас по вољи“, „А што ти је мила кћери“, „Ђелем, ђелем“, „Верка калуђерка“, „Нишка бања“, „Црвена јабука“, „Ево банке, Цигане мој“... Певала је шансоне и поп музику: „У име љубави“, „Љубав (седим у једном париском локалу)“, „Причај ми о љубави“, „Буди мој“, „Никад не заборави дане наше љубави“, „Није то, људи, истина“, „Шошана“...
Аутор је збирке песама Бели бадњаци и заступљена је у Антологији песама о Косову. Написала је мемоарску прозу под називом Аристократско стопало.
У новембру 2013. одржала је концерт у Сава центру. Одржала је 11. маја 2018. концерт у Београду у некадашњој дворани Дома синдиката. Поводом педесетогодишњице филма "Скупљачи перја",Оливера је 2017. године посетила Кански фестивал и отпевала своју познату песму "Ђелем, ђелем".
Такође 2017. године добија највише признање Југословенске кинотеке - Златни печат.
У октобру 2020. награђена је Нушићевом наградом, која се додељује глумцима за животно дело.

## Филмографија
| Год.   | Назив                   | Улога                              |
| ------ | ----------------------- | ---------------------------------- |
| 1960.е |                         |                                    |
| 1964.  | Добра коб               | Кети                               |
| 1964.  | Оне и он                |                                    |
| 1964.  | Пут око света           | Ребека певачица у харему           |
| 1965.  | Сигурно је сигурно      |                                    |
| 1965.  | Поноћни гост            |                                    |
| 1966.  | Понедјељак или уторак   | Маркова љубавница                  |
| 1966.  | Војник                  | Миланка                            |
| 1966.  | Рој                     | Љубица                             |
| 1966.  |                         | Бобо                               |
| 1966.  | Сан                     | Девојка                            |
| 1967.  | Скупљачи перја          | Ленче                              |
| 1968.  | Планина гнева           | Оливера (као Оливера Вучо)         |
| 1968.  | Има љубави, нема љубави | Маја- Риђокоса девојка             |
| 1968.  | Узрок смрти не помињати | Марија                             |
| 1969.  | Шпијунка без имена      | Маркиза де Харо (као Оливера Вучо) |
| 1970.е |                         |                                    |
| 1970.  |                         | Ванеса Бенедикт                    |
| 1970.  |                         | Плесачица у ноћном клубу           |
| 1971.  |                         | Дијана                             |
| 1971.  | Гоја                    | Војвоткиња од Албе                 |
| 1973.  | Девичанска свирка (ТВ)  | Сибила                             |
| 1974.  | Поленов прах            | Жељна                              |
| 1974.  | Дервиш и смрт           | Кадиница                           |
| 1974.  | Партизани (ТВ серија)   | Мила                               |
| 1974.  | Партизани               | Мила                               |
| 1974.  | Црвени удар             | Ана                                |
| 1978.  | Седам плус седам        | Оливера                            |
| 1979.  | Зарудела зора на Морави | Невена                             |
| 2000.е |                         |                                    |
| 2008.  | Чарлстон за Огњенку     | Велика Богиња                      |

## Телевизија
- Бело у белом (1964)
- Оне и он (1964)
- Акција инспектора Рукавине (1965)
- Партизани (1974)
- Седам плус седам (1978)
- Зарудела зора на Морави (1979)
- Јелена Гавански (1982)
- Уриме, Уриме (1982)
- Вук Караџић (1987)

## Сингл плоче
- 1966 - Није то, људи, истина/Шошана/Ајде да играмо/Не дам, не дам (ПГП РТБ)
- 1967 - Ја ништа не знам/Босонога Сенди (Marioneta)/Мој је цео свет (Uno Tranquillo)/Тема из филма „Један човек, једна жена“(ПГП РТБ)
- 1967 - Нећу тебе (Doksa to teo)/Сулирам/Сву ноћ је падао снег/Јер љубав то је мирис белог цвећа (ПГП РТБ)
- 1967 - Ђелем, ђелем/Рино/Трајо, трајо/Бида/Нишка Бања/Черде Миле (Supraphon Праг)
- 1968 - Баладе (ПГП РТБ)
- 1969 - Поиграј, поиграј, девојче (Евровизија 1969) (ПГП РТБ)
- 1969 - Химна човеку (ПГП РТБ)
- 1969 - Шу, шу/Тула/Баш сам срећна ја (La felicidad)/Ери (Irene Erini) (ПГП РТБ)
- 1969 - Жа, жа/Лиду, лиду/Верка калуђерка/Каљина, маљина (ПГП РТБ)
- 1971 - То је наше море, то су наше горе... (Југотон)
- 1971 - Ватра/Љубав (ПГП РТБ)
- 1971 - Буди мој/Имам нешто да ти дам (ПГП РТБ)
- 1971 - Там дека има/Димитријо (ПГП РТБ)
- 1972 - Трепери једно вече/Хтела бих да знам (ПГП РТБ)
- 1973 - Wakamono ha kaeranakatta/Koi ha... (Amon)
- 1973 - Алба/Плови лађа Дунавом (ПГП РТБ)
- 1974 - Не додируј моје лице/Не реци ником (ПГП РТБ)
- 1974 - Причај ми о љубави/Пада ноћ (ПГП РТБ)
- 1975 - Алај ми је вечерас по вољи/Камерав/Чеп, чеп у славину/Верка калуђерка (ПГП РТБ)
- 1975 - Жена/Сада и никада више (ПГП РТБ)
- 1976 - Сањам/Било је тако лепо све (ПГП РТБ)
- 1977 - Црвена јабука/Сијеринска бања (ПГП РТБ)
- 1978 - Никад не заборави дане наше љубави/Слатке мале лажи (ПГП РТБ)

## ЛП албуми
- 1974 - Оливера Катарина (ПГП РТБ)
- 1974 - Алај ми је вечерас по вољи (ТВ шоу)(ПГП РТБ)
- 1976 - О. К. (У име љубави)(ПГП РТБ)
- 1977 - Циганске песме (ПГП РТБ)
- 1979 - Осветница (ПГП РТБ)
- 1980 - Зарудела зора на Морави (ПГП РТБ)
- 1982 - Иду момци у војнике (ПГП РТБ)
- 1984 - Ретка зверка (ПГП РТБ)
- 1999 - Алај ми је вечерас по вољи - Најлепше песме (ПГП РТС)
- 1999 - Романија/Племе моје... (Реноме)
- 2009 - Тајна (троструки албум са забавним, циганским и српским народним песмама) (ПГП РТС)

## Фестивали
Филмски фестивал у Пули
- :Рој, 1966
- Сан, 1966
- Скупљачи перја, 1967
- Партизани, 1974
- Црвени удар, 1974
- Поленов прах, 1974
- Дервиш и смрт, 1974

Cannes film festival
- Војник, 1966
- Скупљачи перја, 1967
- Скупљачи перја (Сannes Classics), 2017

Venice Film Festival
- 1967

FEST:
- 1972
- 1973

Филмски сусрети у Нишу
- 1971

Moscow International Film Festival
- Goya - oder der arge Weg der Erkenntnis, 1971

Ravno Selo Film Festival
- 2017

Југословенски избор за Евросонг
- Поиграј, поиграј девојче, Загреб '69, треће место

Tokyo music festival
•  Wakamono wa kaeranakatta, '73
Хит парада, Београд
- Сањам, '76

Опатијски фестивал
- Никад не заборави дане наше љубави (са Дјевојкама са Неретве), '78